# 穆尔 (俄克拉何马州)
穆尔（Moore）是美国俄克拉何马州克利夫兰县的一座城市。根据2000年美国人口普查，共有54165人，其中白人占84.63%、土著美国人占4.14%、非裔美国人占2.92%、亚裔美国人占1.62%。